# The Recall
The Recall és una pel·lícula de terror de ciència-ficció canadenca-estatunidenca del 2017 dirigida per Mauro Borrelli i escrita per Reggie Keyohara i Sam Acton King. La pel·lícula, protagonitzada per Wesley Snipes, RJ Mitte i Jedidiah Goodacre, es va estrenar el 3 de juny de 2017 als Estats Units i el Canadà. The Recall va rebre principalment crítiques negatives. S'ha doblat i subtitulat al català.